# 高松あい
高松 あい（たかまつ あい、1984年5月26日 - ）は、日本の女優。
本名同じ。埼玉県行田市出身。血液型A型。第1回ザ・ジャパン・オーディション出身者。長良プロダクション系列ワンペアに所属していた。

## 来歴・人物
1997年11月、20万人が応募した、『THE JAPAN AUDITION』のタレント部門でグランプリを受賞。オーディションは代々木第一体育館にて行われ、テレビ朝日で放送された。オーディションでは当時からのファンであったT.M.Revolutionの歌を歌った。その後は雑誌などで活動した。
1999年、舞台『友情』で主役デビュー。役作りをするためにスキンヘッドにした。以降はテレビドラマや映画で活動する。時代劇への出演が多い。
2011年10月、自らが出演するラジオ番組「グッチ裕三 日曜うまいぞぉ!」で番組卒業と結婚する事を公表。
- 趣味：アクセサリー作り、野球観戦、Eメール、カラオケ。
- 特技：剣道、日舞、殺陣。

## 出演

### テレビ
- 骨董屋江戸川蘭子の推理（2000年、フジテレビ）
- 藤沢周平の人情しぐれ町 第7話「春の雲」（2001年2月26日、NHK総合）
- 愛は正義 最終回（2001年、テレビ朝日）
- こちら第三社会部 第6話（2001年、TBS）
- Tea Cups 第2話（2001年、テレビ東京） - 渚役（主役）
- 水戸黄門（TBS / C.A.L）
  - 第30部 第6話「酔いどれ親父の北国に春・盛岡」（2002年2月11日） - およし役
  - 第31部 第1話「水戸黄門・水戸・江戸」（2002年10月14日） - お初役
  - 第32部 第6話「肝っ玉女将と意地比べ・高山」（2003年9月1日） - おしの役
  - 第33部 第4話「父のこころ娘知らず・津」（2004年5月10日） - 奈津役
  - 第34部 第8話「荒くれ旅籠に咲いた花・花巻」（2005年2月28日） - おはな役
  - 第35部 第11話「刀の鍔で結ばれた愛・熊本」（2005年12月19日） - お咲役
  - 第36部 第16話「銘酒を守った頑固者・宮島」（2006年11月20日） - お志津役
  - 第38部 第16話「太鼓叩きゃ出るホコリ・諏訪」（2008年5月5日） - 若菜役
  - 第39部 第6話「スッたもんだの初手柄・倉敷」（2008年11月17日）- お涼役
  - 第40部 - 波津姫役
    - 第19話「恋しい父は悪の手先!?・島田」（2009年12月14日）
    - 第20話「見たか江戸っ子の心意気・江戸」（2009年12月21日）
- 土曜ワイド劇場『眼科医 小室瞳の推理カルテ2』（2002年6月22日、テレビ朝日）
- コメディーお江戸でござる（2002年、NHK）
- 愛の110番（2003年3月-5月、TBS） - 北井麻衣役
- 月曜ミステリー劇場『検事 沢木正夫』（2004年6月7日、TBS）
- 御宿かわせみ第二章 第15話「三つ橋渡った」（2004年7月16日、NHK総合） - おせい役
- 国盗り物語（2005年1月、テレビ東京） - お静役
- 水曜ミステリー9『さすらい署長 風間昭平3 えちご恋人岬殺人事件』（2005年5月4日、テレビ東京） - 北沢由岐役
- 園長先生は名探偵（2006年3月17日、フジテレビ）
- 逃亡者 おりん（2006年10月 - 2007年3月、テレビ東京） - お美津役
- のだめカンタービレ（2006年10月 - 12月、フジテレビ）
- 女帝（2007年7月 - 9月、テレビ朝日）
- お江戸吉原事件帖（2007年10月 - 12月、テレビ東京） - 玉菊役
- 密命 寒月霞斬り 第3話（2008年5月2日、テレビ東京） - お縫役
- 月曜ゴールデン 『萬屋長兵衛の隅田川事件ファイル』（2008年11月17日、TBS）
- ゴーストフレンズ 第2話（2009年4月9日、NHK）
- 相棒 Season 8 第4話「錯覚の殺人」（2009年11月11日、テレビ朝日 / 東映） - 山名絵美役
- 月曜ゴールデン『萬屋長兵衛の隅田川事件ファイル2』（2010年2月15日、TBS）
- 月曜ゴールデン『釣り刑事』（2010年9月6日、TBS） - 若林晴子役
- THE 料理王
- 逃亡者 おりん 最終章（2012年1月 -、テレビ東京） - お菊役

### 舞台
1999年
- 11月 - 2000年2月 シアターV赤坂 「友情」 - 主役

2002年
- 10月 中日劇場「夢の淡雪〜浪花弁天ものがたり」
- 6月 新橋演舞場 浪花弁天ものがたり

2003年
- 3月松竹座 浪花弁天ものがたり

2004年
- 10月 明治座「大石内蔵助」
- 3月 明治座 剣客商売

2005年
- 3月 新宿コマ きよしの石松売り出す「初恋道中」
- 8月 新宿コマ きよしの石松売り出す「初恋道中」
- 9月 明治座 浮草

2006年
- 2月 新歌舞伎 きよしの石松売り出す「初恋道中」

2007年
- 3月 御園座 大奥
- 6月 新宿コマ「きよしの一心太助」

2009年
- 3月 御園座 薫風 親子鷹 - 勝順子（勝海舟の姉）

2011年
- 6月 明治座 きよしの銭形平次 - お鶴役

### ラジオ
- ラジオ・コメディー みんな大好き（NHK） - 準レギュラー
- グッチ裕三 火の玉コック（文化放送） - アシスタント
- グッチ裕三 日曜うまいぞぉ!（文化放送） - レポーター
- グッチ裕三 火の玉クッキング!（文化放送） - アシスタント（2011年10月2日の放送で降板）

### 映画
- Strain ストレイン（2001年） - シオン 役
- ふみ子の海（2007年） - 高野りん 役

### ゲーム
- 「Tea Cups」DVDゲーム　2002年 主婦の友社、アートブレスト

### 写真集
- 高松あい1st写真集「秋桜」　1999年 バウハウス

### CM
- ニチイ学館
- キンカン
- ビッグエコー - ポスター、店内メニューも監修
- 東建コーポレーションホームメイト - 料理レシピも提供
- 静岡県信連「JAバンク」
- イオン イオン通学自転車「おはよう」篇
- 消防庁「秋の全国火災予防運動」ポスター
- 消防庁「春の全国火災予防運動」ポスター
- 岩通「テレモア」ポスター、パンフレット
- ロッテ「ホカロン」